# Hard Corps
Hard Corps ist ein US-amerikanischer Spielfilm aus dem Jahr 2006. Die Hauptrolle spielte Jean-Claude Van Damme. Sheldon Lettich, der schon öfter mit Van Damme gearbeitet hatte, führte Regie und schrieb zusammen mit George Saunders das Drehbuch.

## Handlung
Boxchampion Barclay nutzt seine Popularität und das Geld aus seinen gewonnenen Preiskämpfen, um das Viertel seiner Jugend von Grunde auf zu erneuern und den Jugendlichen einen besseren und sicheren Lebensstandard zu gewährleisten. Als sein ehemaliger Boxkonkurrent und Erzfeind Tyrrell Singletery, den Barclay hinter Gittern gebracht hatte, vorzeitig aus der Haft entlassen wird, befürchten Barclay und vor allem seine Schwester Tamara Racheaktionen gegen den werdenden Businessmann.
Sein zuständiger Sicherheitschef Mullins engagiert daraufhin die Veteranen Clarence Bowden und Philippe Sauvage, um für den Schutz Barclays zu sorgen.
Obwohl Sauvage einen ersten Anschlag auf Barclay verhindern kann, wobei jedoch Bowden ums Leben kommt, gerät er mit seinem Auftraggeber bald aneinander, der Sauvage für psychisch beeinträchtigt hält. Dennoch gelingt es Sauvage ein fähiges Bodyguardteam, das Hard Corps, zusammenzustellen, mit dem er letztlich erfolgreich gegen Singleterry und dessen korrupten Helfer Detective Teague vorgehen kann. Die von Singletery entführte Tamara wird unbeschadet befreit und die Gangster können ausgeschaltet werden.

## Kritik
Das Lexikon des internationalen Films urteilte, der Film sei „nicht mehr als grobe Action-Unterhaltung“ Es handle sich um ein „rüpelhaftes Van-Damme-Vehikel, das seinem Star alle Möglichkeiten zur körperlichen Präsenz einräumt.“